# Зотов, Виталий Олегович (хоккеист)
Виталий Олегович Зотов (род. 1 апреля 1992, Санкт-Петербург) — российский хоккеист, защитник.

## Биография
Начинал заниматься хоккеем в петербургском СКА, с 2006 года — в ярославском «Локомотиве». В сезоне 2008/09 дебютировал в первой лиге за «Локомотив-2», три сезона отыграл за «Локо» в МХЛ. Играл в ВХЛ за «Локомотив» (2011/12) и «Локомотив ВХЛ» (2012/13). В сезоне 2013/14 выступал за «Локомотив» в КХЛ и за «Дизель» в ВХЛ. 20 августа 2014 был обменян в «Металлург» Новокузнецк, за который провёл 32 матча в КХЛ. 5 мая 2015 вернулся в «Локомотив». Через два месяца расторг контракт и подписал двустороннее однолетнее соглашение с «Северсталью». Не провёл но одного матча, и 9 октября клуб расторг контракт. Сезон-2015/16 отыграл в клубе ВХЛ «Буран» Воронеж и летом 2016 года перешёл в китайский клуб КХЛ «Куньлунь Ред Стар». Не сыграл ни одной игры и 4 сентября был обменян в «Югру»; два сезона отыграл в клубе-партнёра «Рубин» в ВХЛ. Сезон-2018/19 провёл в клубе Азиатской хоккейной лиги «Сахалин», в июле 2019 года вернулся в «Рубин». Летом 2020 года был в новокузнецком «Металлурге», сезон-2020/21 начал в клубе ВХЛ-Б «Динамо-Алтай», 13 декабря 2020 перешёл в «Рязань». После сезона-2021/22, проведённого в «Зауралье», собирался играть за «Металлург» Жлобин, 11 июня 2023 года подписал контракт с клубом «Челны», но в этих командах не выступал.
Детский тренер в «Локомотиве».